# Krzysztof Polek
Krzysztof Polek – polski historyk, doktor habilitowany nauk humanistycznych, profesor nadzwyczajny UP im. KEN w Krakowie.

## Życiorys
W 1990 roku uzyskał doktorat - jego promotorem był Jerzy Strzelczyk, a recenzentami pracy Gerard Labuda oraz Lech Tyszkiewicz. Habilitował się w roku 2008.

## Wybrane publikacje
- Państwo wielkomorawskie i jego sąsiedzi, Kraków 1994.
- Podstawy gospodarcze państwa wielkomorawskiego, Kraków 1994.
- Wojna saska Karola Wielkiego i jej konsekwencje, „Annales Academiae Paedagogicae Cracoviensis”. Studia historica 6/2007, s. 33-64.
- Frankowie a ziemie nad środkowym Dunajem. Przemiany polityczne i etniczne w okresie merowińskim i wczesno karolińskim (do początku IX w.), Kraków 2007.